# Kollmar & Jourdan
Die Kollmar & Jourdan AG mit Sitz in Pforzheim war eines der größten Schmuckunternehmen in Deutschland, das seine Produkte weltweit vertrieb. Das Unternehmen wurde 1885 gegründet und im Jahr 1978 im Rahmen eines Konkursverfahrens aufgelöst. Die Aktiengesellschaft war an der Frankfurter und Stuttgarter Börse notiert und beschäftigte bis zu 1.700 Arbeitnehmer.

## Geschichte

### Gründung
Der Kaufmann Emil Kollmar (* 1860, † 1939) und der Techniker Wilhelm Jourdan (* 1855, † 1925) gründeten das Unternehmen 1885. In Handarbeit wurden zunächst mit sechs Arbeitnehmern vergoldete Nickelketten hergestellt.
Sie erkannten sehr bald, dass die mühsame Handarbeit durch eine industrielle Fertigung zu ersetzen ist. Auf einer Reise in die USA lernte Emil Kollmar Maschinen kennen, auf denen Schmuckketten hergestellt werden konnten. Er brachte diese Maschinen mit nach Pforzheim. Hergestellt wurden auf ihnen Ketten, Armbänder, Anhänger und Colliers aus Doubléware, womit das Unternehmen sehr preiswert Schmuck an den Markt bringen konnte. Schon 1889 beschäftigte das Unternehmen 150 Arbeitnehmer. In allen europäischen Hauptstädten hatte die Kollmar und Jourdan AG Vertretungen. 1900 wurde das Unternehmen auf der Weltausstellung Paris mit einer goldenen Medaille für ihre Produkte ausgezeichnet.

### Umwandlung in eine Aktiengesellschaft
1898 wurde das Geschäft in eine Aktiengesellschaft mit einem Aktienkapital von 600.000 Mark umgewandelt. Erste Vorstände wurden Emil Kollmar und Wilhelm Jourdan. Aus Gesundheitsgründen schied Wilhelm Jourdan noch im gleichen Jahr als Vorstand aus der Gesellschaft aus. Seitdem war Emil Kollmar alleiniger Vorstand.

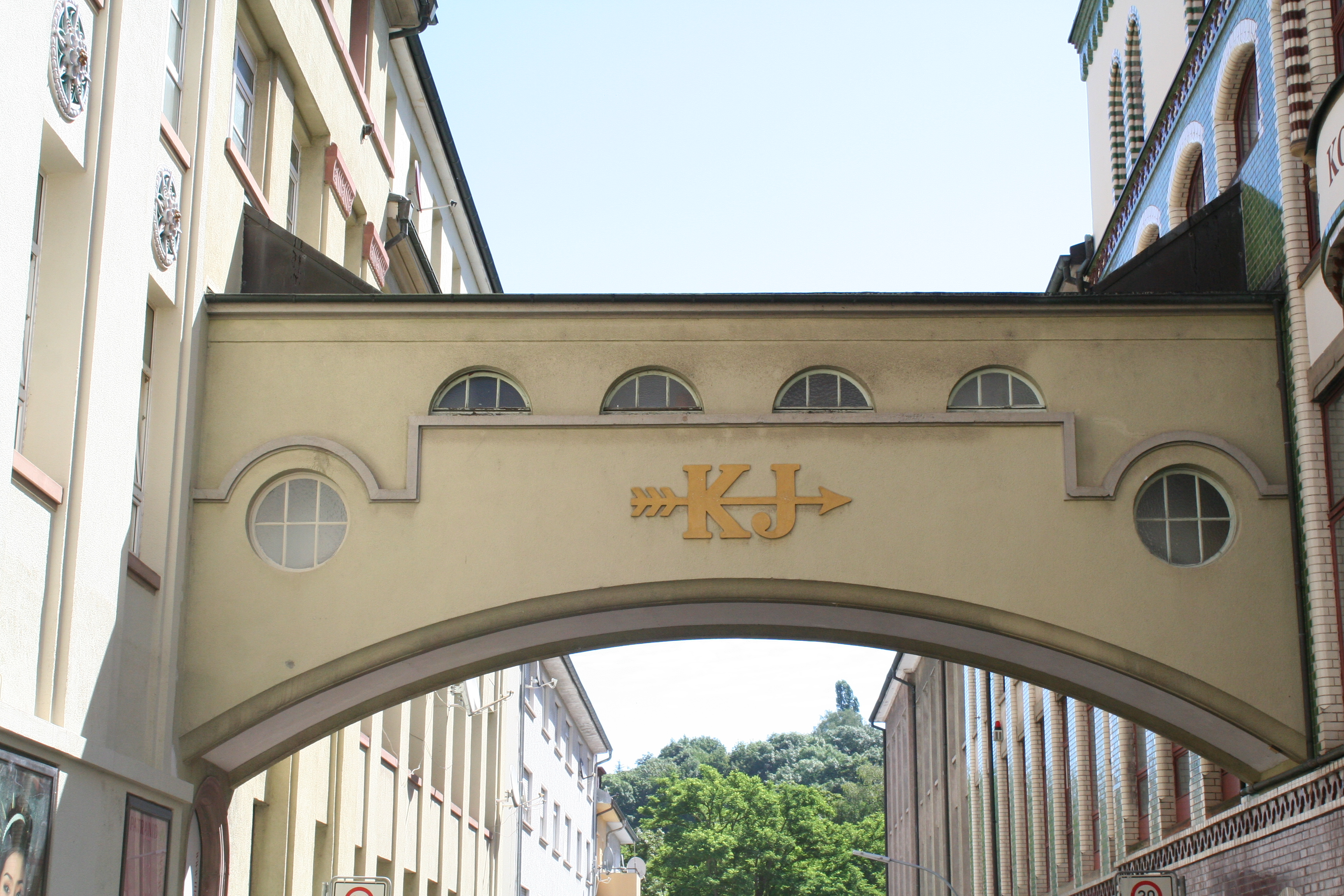
Das Emblem von Kollmar & Jourdan am ehemaligen Fabrikgebäude in Pforzheim

### Aufstieg
Zu Beginn des 20. Jahrhunderts expandierte das Unternehmen. Es wurden Filialen gegründet, zunächst in Mühlhausen an der Würm im Jahre 1900. 1902 bezog das Unternehmen ein neues Fabrikgebäude in der Bleichstraße 81 in Pforzheim, das im Jugendstil erstellt und in den Jahren 1905 und 1910 erweitert wurde. Dieses Gebäude besteht bis heute und ist bekannt als Kollmar & Jourdan-Haus.
1908 folgte eine Fabrik in Boxberg im Odenwald und 1912 ein Werk in Neckarbischofsheim.
1914 beschäftigte das Unternehmen über 1.700 Arbeitnehmer.

### Weltwirtschaftskrise und Wiederaufbau
Im Zeichen der Weltwirtschaftskrise der Jahre 1929 bis 1931 wurden alle drei Zweigwerke wieder aufgegeben. Nach dem Tod von Emil Kollmar im Jahre 1939 übernahmen seine Söhne Max Kollmar (* 1872, † 1966) und Reinhard Kollmar (* 1901, † 1970) den Vorstand. Nach dem Zweiten Weltkrieg bauten sie das schwerbeschädigte Fabrikanwesen in Pforzheim wieder auf und führten die Gesellschaft erfolgreich weiter.

## Niedergang

### Eröffnung des Konkursverfahrens
Im Jahr 1977 gehörten der Familie Kollmar noch 14 % der Aktien am Unternehmen. Die Hardy-Sloman Bank GmbH, eine Tochtergesellschaft der Dresdner Bank, war mit 44 % der Aktien Hauptaktionärin und gleichzeitig auch die Hausbank. Die restlichen Aktien befanden sich in Streubesitz.
Im September 1977 stellte die Hardy-Sloman Bank ihre Kredite fällig. Da Kollmar & Jourdan nicht in der Lage war, den Kredit kurzfristig abzulösen, lag Zahlungsunfähigkeit vor.
Am 14. September 1977 beantragte Kollmar & Jourdan beim Amtsgericht Pforzheim die Eröffnung des gerichtlichen Vergleichsverfahrens zur Abwendung des Konkurses. Der Stuttgarter Rechtsanwalt Dr. Volker Grub wurde zum Verwalter bestellt.
Nachdem auch im Vergleichsantragsverfahren Löhne und Gehälter nicht mehr bezahlt werden konnten, wurde am 1. November 1977 das Anschlusskonkursverfahren eröffnet.

### Insolvenzgründe
Als Gründe für die Insolvenz machte Grub die Vernachlässigung der Schmuckkollektion aus. Das Geschäft mit Gold- und Silberdesigns sowie mit Schmuckketten verschlief das Unternehmen. Dafür wurde mehr Doublé-Ware produziert.
Die übervollen Lager wurden nicht abgebaut und die Verwaltung war für das kleine Unternehmen überdimensioniert.
Der Umsatz des Jahres 1976 betrug 15,8 Mio. DM und der Verlust 2 Mio. DM. Grub stellte fest, die Bilanz sei ausgeglichen, bei einer Betriebsfortführung liege keine Überschuldung des Unternehmens vor. So äußerte sich auch das Vorstandsmitglied Dr. Jürgen Köster. Das Insolvenzverfahren sei mutwillig durch die Kündigung des Kreditengagements der Hausbank ausgelöst worden.
Der Vorstand der Bank Graf Kagenek war gleichzeitig Aufsichtsratsvorsitzender bei Kollmar & Jourdan. In der Schlussphase des finanziellen Niederganges ordnete die Bank noch am 14. Januar 1977 das Factoring der Kundenforderungen an. Die Außenstände wurden an die Procedo Gesellschaft für Exportfactorig J. Klindworth KG in Wiesbaden verkauft. Die dadurch erkaufte Liquidität bezahlte Kollmar & Jourdan mit einem Zinssatz von 18 %. Die an diese Zahlungsweise nicht gewohnten Kunden protestierten.
Die Bank strengte eine einstweilige Verfügung gegen Konkursverwalter Grub an. Dieser sollte negative öffentliche Äußerungen über die Rolle der Bank unterlassen. Das Landgericht Stuttgart gab dem Antrag nicht statt und gestand dem Konkursverwalter die Freiheit der Meinungsäußerung zu. Die Bank zog daraufhin den Antrag unter voller Kostenübernahme zurück.

### Auflösung des Unternehmens
Das Konkursverfahren führte zur Zerschlagung des Unternehmens. Ein Verkauf der Unternehmensgegenstände im Ganzen zum Zwecke der Fortführung scheiterte, weil damals der Pensions-Sicherungs-Verein der Auffassung war, dass ein Übernehmer des Betriebes bei einer Vermögensübernahme im Ganzen gemäß §613a BGB für alle Versorgungszusagen an die Arbeitnehmer hafte. Unter diesen Umständen nahm ein aussichtsreicher Interessent wieder Abstand vom Kauf von Kollmar & Jourdan. Erst zwei Jahre später stellte das Bundesarbeitsgericht fest, dass diese Vorschrift im Konkursverfahren keine Anwendung findet – zu spät für Kollmar & Jourdan.
Bis Mitte des Jahres 1978 wurden die vorhandenen Aufträge abgearbeitet. Die Schmuck- und Uhrbänder-Fertigung wurde an die Edelschmiede Zwickau, einen DDR-Betrieb, veräußert.
Die Kettenfertigung erwarb die Hampton-Jane Burghardt GmbH, Pforzheim, und die Brillenfertigung wurde von der Hema-Optik GmbH, Pforzheim, erworben.

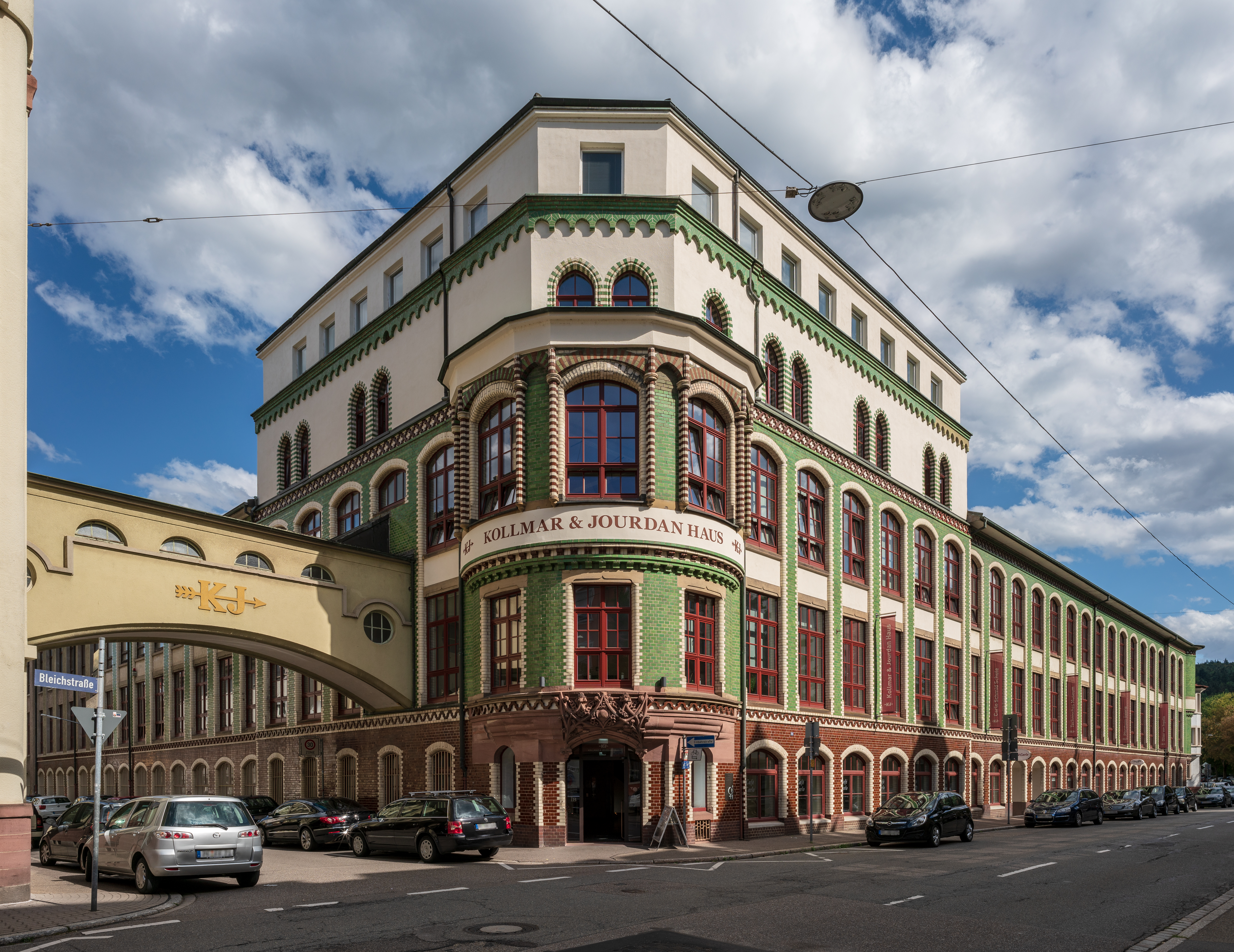
Das Kollmar & Jourdan-Haus in Pforzheim, ehemals der Firmensitz.

### Verkauf der Gebäude
Der Konkursverwalter Grub veräußerte das Anwesen in der Innenstadt von Pforzheim mit einem Vertrag vom 15. März 1978 an die Einrichtungsfirma Schmitt und Charissé. Der Kaufpreis betrug 2,6 Millionen DM. Schmitt und Charissé nahm auf den Denkmalschutz des Gebäudes in besonderem Maße Rücksicht.
Im Jahre 2004 erwarb die Stadt Pforzheim das Anwesen, um dort das technische Museum der lokalen Schmuck- und Uhrenindustrie, die Städtische Galerie für regionale Kunst und die Carlo-Schmid-Schule unterzubringen. Das Haus ist bis heute als Kollmar & Jourdan-Haus erhalten.

### Ende des Konkursverfahrens und Forderungen nach einer Reform des Konkursrechts
Das Konkursverfahren konnte bereits im Jahr 1980 abgeschlossen werden. Die nicht bevorrechtigten Konkursgläubiger erhielten eine Quote von 96 Prozent. Gesamtverbindlichkeiten des Unternehmens von rund 15,6 Mio. DM konnten damit fast vollständig befriedigt werden. Die hohe Quote hatte auch Einfluss auf den Börsenkurs der K&J-Aktie - im Lauf des Konkursverfahrens schwankte der Wert der 100 DM-Aktie zwischen 20 und 30 DM an der Stuttgarter Börse.
Die Stuttgarter Zeitung titelte „Hohe Konkursquote bei Kollmar und Jourdan“ und der Journalist Anton Hunger nutzte dies in einem Kommentar zu einem Plädoyer für ein neues Konkursrecht. Das Konkursverfahren sei darauf ausgerichtet, ein Unternehmen zu liquidieren - im Falle von Kollmar & Jourdan hätte der Betrieb mit einem anderen Konkursrecht erhalten werden können. Bei Einführung der neuen Insolvenzordnung im Jahr 1999 wurde dieser Forderung entsprochen – wieder zu spät für Kollmar & Jourdan.